# Врабчови
Врабчови (Passeridae) е семейство дребни птици.

## Списък на родовете
Родове на семейство врабчови:
- Carpospiza
- Gymnoris
- Hypocryptadius
- Montifringilla – снежни врабчета
- Onychostruthus
- Passer – (същински) врабчета
- Petronia – скални врабчета
- Pyrgilauda